# Standing in the Spotlight
Standing in the Spotlight é um álbum de Dee Dee Ramone, sob o pseudônimo de Dee Dee King, lançado no ano de 1989. O álbum é considerado por muitos um dos grandes fracassos na história da música. O álbum dá também a Dee Dee a distinção de ser um dos primeiros rappers branco.
Debbie Harry, do Blondie, fez os backing-vocals em "Mashed Potato Time" e também em "German Kid". Na faixa "German Kid", vemos Dee Dee cantando em dois idiomas: inglês e alemão. Na música, Dee Dee fala em alemão sobre a sua juventude.
A música "The Crusher" foi regravada pelos Ramones e lançada no ano de 1995 no álbum ¡Adios Amigos!, o último da banda.

## Faixas
1. "Mashed Potato Time" –  3:15
2. "2 Much 2 Drink" –  3:32
3. "Baby Doll" –  4:41
4. "Poor Little Rich Girl" –  2:31
5. "Commotion In The Ocean" –  3:23
6. "German Kid" –  4:05
7. "Brooklyn Babe" –  3:27
8. "Emergency" –  3:23
9. "The Crusher" –  3:29
10. "I Want What I Want When I Want It" –  4:31